# 伦特希
伦特希，是西班牙安达卢西亚自治区格拉纳达省的一个市镇。总面积24平方公里，2001年普查人口總數為337人，人口密度為每平方公里14人。